# Municipio de Center (condado de St. Clair)
El municipio de Center (en inglés: Center Township) es un municipio ubicado en el condado de St. Clair en el estado estadounidense de Misuri. En el año 2010 tenía una población de 250 habitantes y una densidad poblacional de 3,96 personas por km².

## Geografía
El municipio de Center se encuentra ubicado en las coordenadas 38°2′39″N 93°48′31″O / 38.04417, -93.80861. Según la Oficina del Censo de los Estados Unidos, el municipio tiene una superficie total de 63.06 km², de la cual 58,85 km² corresponden a tierra firme y (6,67 %) 4,21 km² es agua.

## Demografía
Según el censo de 2010, había 250 personas residiendo en el municipio de Center. La densidad de población era de 3,96 hab./km². De los 250 habitantes, el municipio de Center estaba compuesto por el 96 % blancos, el 0,4 % eran afroamericanos, el 0,4 % eran amerindios y el 3,2 % eran de una mezcla de razas. Del total de la población el 1,2 % eran hispanos o latinos de cualquier raza.